# Eugénie Weill

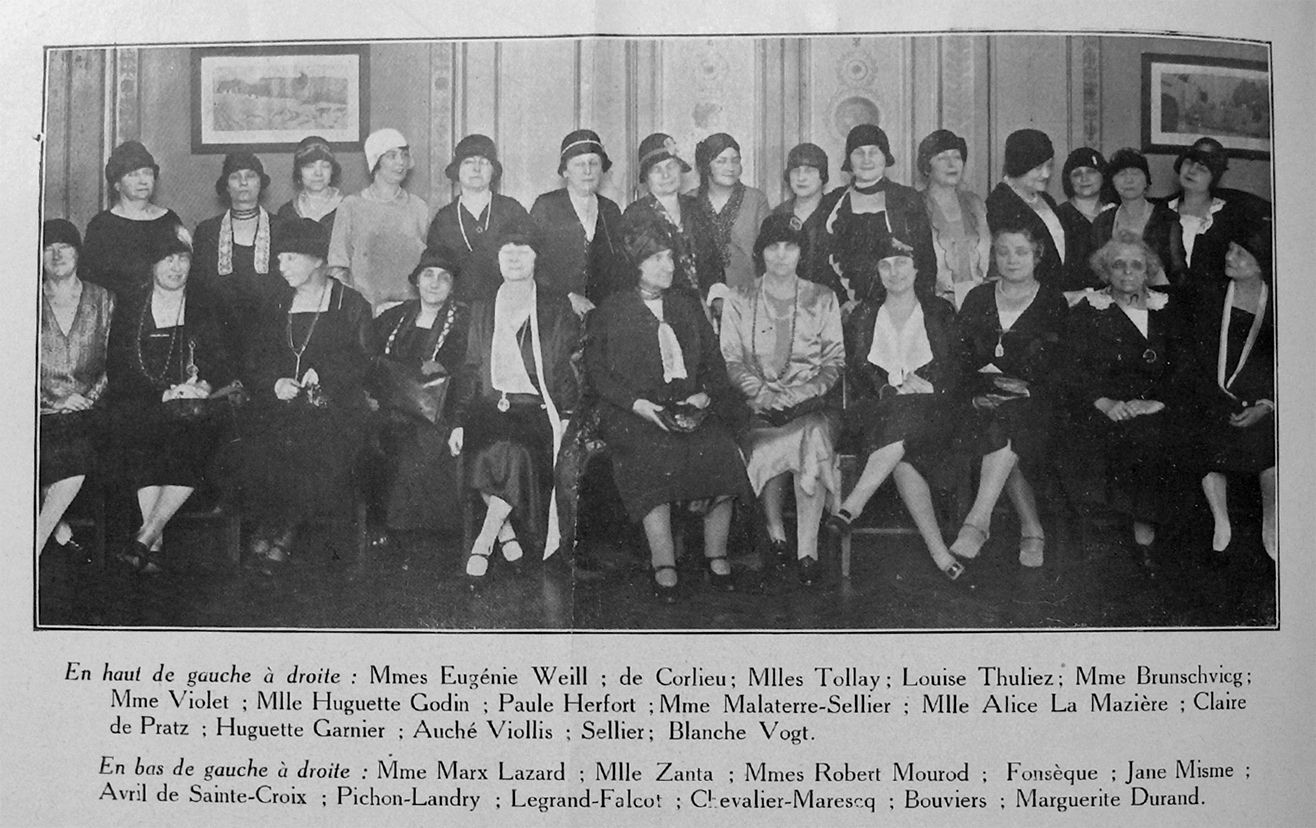
Generalstände des Feminismus 1929

Eugénie Weill, geboren als Eugénie Marie Aron, (* 15. Juni 1860 in Paris; † 28. Dezember 1941 in Sarcelles) war eine französische Feministin und Philanthropin.

## Leben
Eugénie Weill wurde als Tochter des Juwelierehepaars Gustave Aron und Emma Levy geboren. Am 6. März 1879 heiratete sie Isaac Weill, der 1896 starb und sie mit zwei kleinen Kindern zurückließ.
Im März 1891 gründete sie die Société amicale de bienfaisance (Freundschaftliche Wohltätigkeitsgesellschaft), deren Präsidentin sie noch 1935 war. Diese nicht-gemischte Frauenorganisation unterstützte Bedürftige durch Geld- und Sachleistungen, Kleiderausgabe, Hilfe bei der Arbeitssuche und kostenlose Krankenpflege. Die Leiterinnen waren überwiegend jüdischen Glaubens. Im Jahr 1900 zählte der Verein 937 Mitglieder.
Laut Isabelle Bogelot war Eugénie Weill eine der Schlüsselfiguren der jüdischen Philanthropie in Frankreich zu Beginn des 20. Jahrhunderts. Sie gehörte 1901 zu den Gründerinnen des Conseil national des femmes françaises und war Schatzmeisterin der Vereinigung. Fast dreißig Jahre lang war sie Vorsitzende der Sektion für Fürsorge und Sozialfürsorge, die sich mit zahlreichen Themen befasste: die Rolle der Frauen in der Verwaltung der öffentlichen Fürsorge und des Schutzes von Kleinkindern, Hygiene, die Feminisierung des Personals in Frauengefängnissen, die Erhöhung des Satzes der Pflichtrente für alte Menschen, die Verbesserung des Schicksals von Witwen, die keine Kriegswitwen waren usw. Die Sektion unterhielt sehr enge Beziehungen zum Conseil supérieur de l’action publique (Hoher Rat für öffentliches Handeln) und wurde von mehreren seiner Mitglieder unterstützt, darunter der Direktor Henri Monod und die Senatoren und Abgeordneten Ferdinand Dreyfus, Paul Strauss und Gustave Mesureur. Diese unterstützten die Forderung nach Aufnahme von Frauen in diese Organisation, was 1906 mit der Aufnahme Isabelle Bogelots verwirklicht wurde.
Weill gründete weitere Hilfsorganisationen, insbesondere die Amicale des Petits (Freundeskreis der Kleinen, 1906) und den Bas de laine (Sparstrumpf,  1914). Während des Ersten Weltkriegs gründete sie im 9. Arrondissement drei Arbeiterhäuser um Flüchtlingen zu helfen und organisierte eine Notfallbereitschaft im Rathaus.
Ihre philanthropische Tätigkeit wurde mit mehreren Auszeichnungen gewürdigt: Palmes d’Officier d’Académie, Silbermedaille der Assistance publique (1909) und Bronzemedaille der Reconnaissance française. Mit Dekret vom 19. Februar 1922 wurde Eugénie Weill zum Ritter der Ehrenlegion ernannt.